# Rhabdidae
Rhabdidae is een familie van weekdieren uit de klasse van de Scaphopoda (tandschelpen).

## Geslacht
- Rhabdus Pilsbry & Sharp, 1897